# Gmina Gornji Mihaljevec
Gmina Gornji Mihaljevec (chorw. Općina Gornji Mihaljevec) – gmina w Chorwacji, w żupanii medzimurskiej. W 2011 roku liczyła  1917 mieszkańców.